# Medzilaborce
Medzilaborce (em rusyn: Міджілaбірцї; húngaro: Mezőlaborc) é uma cidade da Eslováquia, situada no distrito de Medzilaborce, na região de Prešov. Tem 47,48 km² de área e sua população em 2018 foi estimada em 6.541 habitantes.

## Demografia
| Ano:        | 1994 | 2004   | 2014   | 2024    |
| ----------- | ---- | ------ | ------ | ------- |
| Broj ljudi: | 6646 | 6665   | 6703   | 5723    |
| Razlika:    |      | +0,28% | +0,57% | -14,62% |

| Ano:               | 2023 | 2024   |
| ------------------ | ---- | ------ |
| Número de pessoas: | 5747 | 5723   |
| Diferença:         |      | -0,41% |